# Dactylolabis pechlaneri
Dactylolabis pechlaneri là một loài ruồi trong họ Limoniidae. Chúng phân bố ở miền Cổ bắc.